# Japanese Professional Movie Awards
Le Japanese Professional Movie Awards est un événement cinématographique annuel qui a lieu depuis 1992 pour récompenser le cinéma japonais. Il a entre autres récompensé le film Cure de Kiyoshi Kurosawa en 1997.

## Palmarès

### Années 1990
| Année | Catégorie                           | Gagnant | Source |
| ----- | ----------------------------------- | --- | ------ |
| 1991  | Meilleur film                       | Manatsu no Chikyū (真夏の地球) | [ 1 ]  |
| 1991  | Meilleur réalisateur                | Osamu Murakami (Manatsu no Chikyū) | [ 1 ]  |
| 1991  | Meilleure actrice                   | Tomoko Nakajima (Asatte dance (あさってＤａｎｃｅ, Asatte dansu) | [ 1 ]  |
| 1991  | Meilleur acteur                     | Masahiro Motoki (Asobi no jikan wa owaranai (遊びの時間は終らない) | [ 1 ]  |
| 1991  | Meilleur réalisateur débutant       | Sadaaki Haginiwa (Asobi no jikan wa owaranai) | [ 1 ]  |
| 1991  | Prix spécial                        | Shozin Fukui (964 Pinocchio (ピノキオ√964) | [ 1 ]  |
| 1992  | Meilleur film                       | Hikinige Family (ひき逃げファミリー, Hikinige famirī) | [ 2 ]  |
| 1992  | Meilleur réalisateur                | Hideyuki Hirayama (Za chūgaku kyōshi (ザ・中学教師) | [ 2 ]  |
| 1992  | Meilleure actrice                   | Tomomi Nishimura (BAKU! (爆!BAKU) | [ 2 ]  |
| 1992  | Meilleur acteur                     | Shirō Sano (Kurenai monogatari (くれないものがたり) | [ 2 ]  |
| 1992  | Meilleur réalisateur débutant       | Tadafumi Tomioka (Wangan Bad Boy Blue (湾岸バッド・ボーイ・ブルー) | [ 2 ]  |
| 1992  | Prix spécial                        | Atsushi Yamatoya | [ 2 ]  |
| 1993  | Meilleur film                       | J-Movie Wars: All Under the Moon (J MOVIE WARS版月はどっちに出ている, J movie wars: Tsuki wa dotchi ni dete iru)                                                        | [ 3 ]  |
| 1993  | Meilleur réalisateur                | Toshihiro Tenma (Kyōso tanjō (教祖誕生) | [ 3 ]  |
| 1993  | Meilleure actrice                   | Hikari Ishida (Haruka, Nosutarujii (はるか、ノスタルジィ) | [ 3 ]  |
| 1993  | Meilleur acteur                     | Ryō Ishibashi (J-Movie Wars: All Under the Moon) | [ 3 ]  |
| 1993  | Prix d’encouragement                | Hikari Ōta (boke du duo comique Bakushō Mondai) (Work on the Grass (草の上の仕事, Kusa no ue no shigoto)                                                                | [ 3 ]  |
| 1993  | Meilleur réalisateur débutant       | Tetsuo Shinohara (Work on the Grass) | [ 3 ]  |
| 1993  | Meilleur réalisateur débutant       | Shinobu Yaguchi (Himitsu no hanazono (裸足のピクニック) | [ 3 ]  |
| 1994  | Meilleur film                       | Kyouju Luger P08 (凶銃ルガーP08) | [ 4 ]  |
| 1994  | Meilleur réalisateur                | Takeshi Watanabe (Kyouju Luger P08 et Goku Tsubushi (極つぶし) | [ 4 ]  |
| 1994  | Meilleure actrice                   | Sawa Suzuki (Ai no shinsekai (愛の新世界) | [ 4 ]  |
| 1994  | Meilleur acteur                     | Etsushi Toyokawa (Undo et Angel Dust (エンジェル・ダスト, Enjeru dasuto)                                                                                                | [ 4 ]  |
| 1994  | Meilleur réalisateur débutant       | Shunji Iwai (Undo) | [ 4 ]  |
| 1994  | Prix spécial                        | Hiroshi Abe (Kyouju Luger P08 et Osaka Gokudo Senso: Shinoidare (大阪極道戦争・しのいだれ)                                                                              | [ 4 ]  |
| 1994  | Prix spécial                        | Eri Watanabe (Histoire de fantōmes à Yotsuya (忠臣蔵外伝 四谷怪談, Chūshingura gaiden: Yotsuya kaidan) et Kowagaru hitobito (怖がる人々)                                | [ 4 ]  |
| 1994  | Prix d’encouragement                | Isao Ishii pour son travail comme directeur de la photographie sur Tokarefu (トカレフ)                                                                                  | [ 4 ]  |
| 1995  | Meilleur film                       | Another Lonely Hitman (新・悲しきヒットマン, Shin kanashiki hittoman)                                                                                                   | [ 5 ]  |
| 1995  | Meilleur réalisateur                | Rokurō Mochizuki (Another Lonely Hitman et Kitanai yatsu (汚い奴) | [ 5 ]  |
| 1995  | Meilleure actrice                   | Yuki Uchida (Hana yori dango (花より男子) | [ 5 ]  |
| 1995  | Meilleur acteur                     | Ryō Ishibashi (Another Lonely Hitman) | [ 5 ]  |
| 1995  | Prix d’encouragement                | Mikio Ohsawa et Kaori Shimada (Nippon sei shōnen (日本製少年) | [ 5 ]  |
| 1995  | Prix d’encouragement                | Kimika Yoshino (Eko Eko Azarak: Wizard of Darkness (エコエコアザラク, Eko eko azaraku)                                                                                  | [ 5 ]  |
| 1995  | Meilleur réalisateur débutant       | Shiori Kazama (Fuyu no kappa (冬の河童) | [ 5 ]  |
| 1995  | Prix spécial                        | La société de production Kokuei Company pour leur production de films roses d'avant-garde pendant des années                                                            | [ 5 ]  |
| 1996  | Meilleur film                       | Helpless | [ 6 ]  |
| 1996  | Meilleur réalisateur                | Takeshi Kitano (Kids Return (キッズ・リターン, Kizzu Ritān) | [ 6 ]  |
| 1996  | Meilleure actrice                   | Maiko Kawakami (De Beso (でべそ) | [ 6 ]  |
| 1996  | Meilleur acteur                     | Tadanobu Asano (Helpless et (Focus) | [ 6 ]  |
| 1996  | Meilleur réalisateur débutant       | Shinji Aoyama (Helpless et Deux voyous (チンピラ, Chinpira) | [ 6 ]  |
| 1996  | Prix spécial                        | Tatsuoki Hosono (Romance noire (シャブ極道, Shabu gokudō) | [ 6 ]  |
| 1996  | Prix pour l’ensemble de la carrière | Tomorowo Taguchi (Midori (物陰に足拍子 より ＭＩＤＯＲＩ, Monogatari kara ashibyōshi yori: Midori) et Dangan Runner (弾丸ランナー)                                      | [ 6 ]  |
| 1996  | Prix pour l’ensemble de la carrière | Mai Kitajima (GONIN2) | [ 6 ]  |
| 1997  | Meilleur film                       | Cure (キュア, Kyua) | [ 7 ]  |
| 1997  | Meilleur réalisateur                | Takashi Miike (Rainy Dog (極道黒社会, Gokudō kuroshakai) et Young Thugs: Innocent Blood (岸和田少年愚連隊 血煙り純情篇, Kishiwada shōnen gurentai: Chikemuri junjō-hen) | [ 7 ]  |
| 1997  | Meilleure actrice                   | Naomi Nishida (Himitsu no hanazono (ひみつの花園) | [ 7 ]  |
| 1997  | Meilleur acteur                     | Yoshio Harada (Onibi, le démon (鬼火, Onibi) | [ 7 ]  |
| 1997  | Meilleur second rōle                | Masato Hagiwara (Cure) | [ 7 ]  |
| 1997  | Prix d’encouragement                | Sarina Suzuki (Young Thugs: Innocent Blood) | [ 7 ]  |
| 1997  | Prix d’encouragement                | Maki Sakai (Gozonji! Fundoshi zukin (ご存知!ふんどし頭巾) | [ 7 ]  |
| 1997  | Prix d’encouragement                | Yasue Sato (Bounce Ko Gals (バウンス ko GALS, Baunsu ko gaurusu) | [ 7 ]  |
| 1997  | Prix spécial                        | Kazuyoshi Okuyama, pour son travail de producteur | [ 7 ]  |
| 1998  | Meilleur film                       | Le Chemin du serpent (蛇の道, Hebi no michi) | [ 8 ]  |
| 1998  | Meilleur réalisateur                | Itsumichi Isomura (Give It All (がんばっていきまっしょい, Ganbatte ikimasshoi)                                                                                          | [ 8 ]  |
| 1998  | Meilleure actrice                   | Rena Tanaka (Give It All) | [ 8 ]  |
| 1998  | Meilleur acteur                     | Shō Aikawa (Le Chemin du serpent) | [ 8 ]  |
| 1998  | Meilleur second rōle                | Kazuma Suzuki (Orokamono: Kizu darake no tenshi (愚か者 傷だらけの天使)                                                                                                 | [ 8 ]  |
| 1998  | Prix d’encouragement                | Seiichi Tanabe (Blues Harp) | [ 8 ]  |
| 1998  | Prix d’encouragement                | Hinano Yoshikawa (Tokyo Eyes) | [ 8 ]  |
| 1998  | Meilleur réalisateur débutant       | Yoshimasa Ishibashi (I Wanna Drive You Insane (狂わせたいの, Kuruwasetaino)                                                                                             | [ 8 ]  |
| 1998  | Prix spécial                        | Le cinéma Kamemeigaza (亀有名画座) | [ 8 ]  |
| 1999  | Meilleur film                       | Don't Look Back (どこまでもいこう, Dokomademo ikō) | [ 9 ]  |
| 1999  | Meilleur réalisateur                | Yuji Nakae (Nabbie's Love (ナビィの恋, Nabi no koi) | [ 9 ]  |
| 1999  | Meilleure actrice                   | Takami Yoshimoto (Minazuki (皆月) | [ 9 ]  |
| 1999  | Meilleur acteur                     | Hidetoshi Nishijima (License to Live (ニンゲン合格, Ningen gōkaku) | [ 9 ]  |
| 1999  | Prix d’encouragement                | Tsugumi (Moonlight Whispers (月光の囁き, Gekkō no sasayaki) | [ 9 ]  |
| 1999  | Meilleur réalisateur débutant       | Akihiko Shiota (Don't Look Back et Moonlight Whispers) | [ 9 ]  |
| 1999  | Prix spécial                        | Riki Takeuchi (Dead or Alive (DOA 犯罪者, Dead or Alive: Hanzaisha) | [ 9 ]  |
| 1999  | Prix spécial                        | Shirō Sasaki pour la production de Nabbie's Love | [ 9 ]  |

### Années 2000
| Année | Catégorie                           | Gagnant | Source |
| ----- | ----------------------------------- | --- | ------ |
| 2000  | Meilleur film                       | Charisma (カリスマ, Karisuma) | [ 10 ] |
| 2000  | Meilleur réalisateur                | Junji Sakamoto (Le Visage (顔, Kao) | [ 10 ] |
| 2000  | Meilleure actrice                   | Rena Tanaka (First Love (はつ恋, Hatsukoi) | [ 10 ] |
| 2000  | Meilleur acteur                     | Kōji Chihara (HYSTERIC) | [ 10 ] |
| 2000  | Prix d’encouragement                | Yūsuke Iseya (Kinpatsu no sougen (金髪の草原) | [ 10 ] |
| 2000  | Prix d’encouragement                | Hitomi Miwa (Crazy Lips (発狂する唇, Hakkyōsuru kuchibiru)                                                                                                   | [ 10 ] |
| 2000  | Meilleur réalisateur débutant       | Akira Ogata La Chorale des garçons (独立少年合唱団, Dokuritsu shōnen gasshō-dan)                                                                             | [ 10 ] |
| 2000  | Prix spécial                        | Hiroyuki Okiura (Jin-Roh, la brigade des loups (人狼, Jinrō, « l'homme-loup »)                                                                               | [ 10 ] |
| 2000  | Roi du cinéma des années 90         | Takashi Miike | [ 10 ] |
| 2001  | Meilleur film                       | Ichi the Killer (殺し屋１, Koroshiya 1) | [ 11 ] |
| 2001  | Meilleur réalisateur                | Takashi Miike (Ichi the Killer, Visitor Q (ビジターQ, Bizita Q) et Les Prisonniers du paradis (天国から来た男たち, Tengoku kara kita otoko-tachi)            | [ 11 ] |
| 2001  | Meilleure actrice                   | Kumiko Asō (Kaïro (回路, Kairo), Luxurious Bone (贅沢な骨, Zeitaku na hone) et 0cm4)                                                                         | [ 11 ] |
| 2001  | Meilleur acteur                     | Susumu Terajima (Sora no ana (空の穴) et Misuzu (みすゞ) | [ 11 ] |
| 2001  | Prix d’encouragement                | Aoi Miyazaki (Eureka (ユリイカ, Yurīka) | [ 11 ] |
| 2001  | Meilleur réalisateur débutant       | Shin Togashi (Off-Balance (非・バランス, Hi baransu) | [ 11 ] |
| 2001  | Prix spécial                        | Satoshi Tsumabuki et les "garçons" de Waterboys (ウォーターボーイズ, Wōtā Bōizu)                                                                             | [ 11 ] |
| 2002  | Meilleur film                       | Harmful Insect (害虫, Gaichu) | [ 12 ] |
| 2002  | Meilleur réalisateur                | Akihiko Shiota (Harmful Insect) | [ 12 ] |
| 2002  | Meilleur réalisateur                | Kunitoshi Manda (UNloved) | [ 12 ] |
| 2002  | Meilleure actrice                   | Yoko Moriguchi (UNloved) | [ 12 ] |
| 2002  | Meilleur acteur                     | Gorō Kishitani (Graveyard of Honor (新・仁義の墓場, Shin jingi no hakaba)                                                                                    | [ 12 ] |
| 2002  | Meilleur réalisateur débutant       | Nami Iguchi (Inuneko (犬猫) | [ 12 ] |
| 2003  | Meilleur film                       | Jellyfish (アカルイミライ, Akarui mirai) | [ 13 ] |
| 2003  | Meilleur réalisateur                | Kiyoshi Kurosawa (Jellyfish et Doppelgänger (ドッペルゲンガー, Dopperugengā)                                                                                 | [ 13 ] |
| 2003  | Meilleure actrice                   | Chizuru Ikewaki (Josee, the Tiger and the Fish (ジョゼと虎と魚たち, Joze to Tora to Sakanatachi)                                                             | [ 13 ] |
| 2003  | Meilleure actrice                   | Shinobu Terajima (Vibrator (ヴァイブレータ) et Akame 48 Waterfalls (赤目四十八瀧心中未遂, Akame shijūyataki shinjūmisui)                                     | [ 13 ] |
| 2003  | Meilleur acteur                     | Joe Odagiri (Jellyfish) | [ 13 ] |
| 2003  | Meilleur acteur                     | Tatsuya Fuji (Jellyfish et The Man in White (許されざる者, Yurusarezaru mono)                                                                                | [ 13 ] |
| 2003  | Meilleur réalisateur débutant       | Miwa Nishikawa (Wild Berries (蛇イチゴ, Hebi ichigo) | [ 13 ] |
| 2004  | Meilleur film                       | Kamikaze Girls (下妻物語, Shimotsuma monogatari) | [ 14 ] |
| 2004  | Meilleur réalisateur                | Hiroshi Takahashi (Sodom the Killer (ソドムの市, Sodomunoshi)                                                                                                | [ 14 ] |
| 2004  | Meilleur réalisateur                | Tetsuya Nakashima (Kamikaze Girls) | [ 14 ] |
| 2004  | Meilleure actrice                   | Yū Aoi (Hana and Alice (花とアリス, Hana to Arisu) | [ 14 ] |
| 2004  | Meilleur acteur                     | Ryō Kase (Antenna (アンテナ, Antena) | [ 14 ] |
| 2004  | Meilleur réalisateur débutant       | Izuru Narushima (Yudan taiteki (油断大敵) | [ 14 ] |
| 2005  | Meilleur film                       | La Laitière (いつか読書する日, Itsuka dokusho suruhi) | [ 15 ] |
| 2005  | Meilleur réalisateur                | Nobuhiro Yamashita (Linda Linda Linda (リンダ リンダ リンダ)                                                                                                 | [ 15 ] |
| 2005  | Meilleure actrice                   | Yūko Tanaka (La Laitière et Hibi (火火) | [ 15 ] |
| 2005  | Meilleure actrice                   | Kyōko Koizumi (Hanging Garden (空中庭園, Kūchū Teien) | [ 15 ] |
| 2005  | Meilleur acteur                     | Joe Odagiri (La Maison de Himiko (メゾン・ド・ヒミコ, Mezon do Himiko) et Scrap Heaven (スクラップ・ヘブン, Sukurappu Hebun)                                 | [ 15 ] |
| 2005  | Meilleur acteur                     | Hidetoshi Nishijima (Going Home (帰郷, Kikyō), Sayonara Midori-chan (さよならみどりちゃん) et Ame yori setsunaku (雨よりせつなく)                            | [ 15 ] |
| 2005  | Meilleur réalisateur débutant       | Tatsushi Ōmori (Le Murmure des dieux (ゲルマニウムの夜, Gerumaniumu no yoru)                                                                                 | [ 15 ] |
| 2005  | Meilleur réalisateur débutant       | Kenji Uchida (A Stranger of Mine (運命じゃない人, Unmei janai hito)                                                                                          | [ 15 ] |
| 2006  | Meilleur film                       | Yokohama Mary (ヨコハマメリー) | [ 16 ] |
| 2006  | Meilleur réalisateur                | Miwa Nishikawa (Sway (ゆれる, Yureru) | [ 16 ] |
| 2006  | Meilleure actrice                   | Miki Nakatani (Memories of Matsuko (嫌われ松子の一生, Kiraware Matsuko no Isshō) et Loft (ロフト, Rofuto)                                                    | [ 16 ] |
| 2006  | Meilleur acteur                     | Etsushi Toyokawa (Loft et Hula Girls (フラガール, Hura gāru)                                                                                                 | [ 16 ] |
| 2006  | Meilleur réalisateur débutant       | Takahiro Nakamura (Yokohama Mary) | [ 16 ] |
| 2006  | Prix spécial                        | Ryūichi Hiroki (It's Only Talk (やわらかい生活, Yawarakai seikatsu) et Love on Sunday (恋する日曜日, Koi suru nichiyōbi)                                     | [ 16 ] |
| 2006  | Prix spécial                        | Akio Jissōji pour son œuvre posthume Silver Kamen (シルバー仮面, Shirubā kamen) et ses nombreuses années de travail                                          | [ 16 ] |
| 2006  | Prix de la popularité               | Kaori Momoi | [ 16 ] |
| 2007  | Meilleur film                       | I Just Didn't Do It (それでもボクはやってない, Soredemo boku wa yattenai)                                                                                    | [ 17 ] |
| 2007  | Meilleur réalisateur                | Nobuhiro Yamashita (The Matsugane Potshot Affair (松ヶ根乱射事件, Matsugane Ransha Jiken) et A Gentle Breeze in the Village (天然コケッコー, Tennen Kokekkō) | [ 17 ] |
| 2007  | Meilleure actrice                   | Eri Ishida (Sad Vacation (サッド ヴァケイション, Saddo Vakeishon)                                                                                            | [ 17 ] |
| 2007  | Meilleur acteur                     | Ryō Kase (I Just Didn't Do It) | [ 17 ] |
| 2007  | Meilleur réalisateur débutant       | Daihachi Yoshida (Funuke Show Some Love, You Losers! (腑抜けども、悲しみの愛を見せろ, Funuke domo, kanashimi no ai wo misero)                                | [ 17 ] |
| 2007  | Meilleur réalisateur débutant       | Keisuke Yoshida (Tsukue no Nakami (机のなかみ) | [ 17 ] |
| 2007  | Prix d’encouragement                | Hitoshi Matsumoto (Big Man Japan (大日本人, Dai Nippon-jin)                                                                                                  | [ 17 ] |
| 2007  | Prix spécial                        | Hiro Kobayashi | [ 17 ] |
| 2008  | Meilleur film                       | The Kiss (接吻, Seppun) | [ 18 ] |
| 2008  | Meilleur réalisateur                | Kōji Wakamatsu (United Red Army (実録・連合赤軍 あさま山荘への道程, Jitsuroku Rengo Sekigun: Asama sanso e no michi)                                         | [ 18 ] |
| 2008  | Meilleure actrice                   | Eiko Koike (The Kiss) | [ 18 ] |
| 2008  | Meilleur acteur                     | Tatsuya Fujiwara (Chameleon (カメレオン, Kamereon) | [ 18 ] |
| 2008  | Meilleur réalisateur débutant       | Kenji Nakanishi (Aoi tori (青い鳥) | [ 18 ] |
| 2008  | Prix pour l’ensemble de la carrière | Takeo Kimura pour son record comme plus vieux réalisateur débutant et l'ensemble de sa carrière                                                              | [ 18 ] |
| 2008  | Prix spécial                        | Ken'ichi Matsuyama (Detroit Metal City (デトロイト・メタル・シティ, Detoroito metaru shiti)                                                                  | [ 18 ] |
| 2008  | Prix spécial                        | Le Shinjuku Joy Cinema (新宿ジョイシネマ), fermé en 2009 | [ 18 ] |
| 2009  | Meilleur film                       | I'm a Cat Stalker (私は猫ストーカー, Watashi wa neko Sutoka)                                                                                                 | [ 20 ] |
| 2009  | Meilleur réalisateur                | Mamoru Hosoda (Summer Wars (サマーウォーズ, Samā wōzu) | [ 20 ] |
| 2009  | Meilleure actrice                   | Bae Doo-na (Air Doll (空気人形, Kūki Ningyō) | [ 20 ] |
| 2009  | Meilleur acteur                     | Shun Sugata (Confessions of a Dog (ポチの告白, Pochi no kokuhaku)                                                                                            | [ 20 ] |
| 2009  | Meilleur réalisateur débutant       | Takuji Suzuki (I'm a Cat Stalker) | [ 20 ] |
| 2009  | Prix d’encouragement                | Hikari Mitsushima (Pride (プライド, Puraido) | [ 20 ] |
| 2009  | Prix d’encouragement                | Marie Machida (Miyoko (美代子阿佐ヶ谷気分, Miyoko Asagaya Kibun)                                                                                             | [ 20 ] |

### Années 2010
| Année | Catégorie                           | Gagnant | Source |
| ----- | ----------------------------------- | --- | ------ |
| 2010  | Meilleur film                       | Sawako Decides (川の底からこんにちは, Kawa no Soko kara Konnichiwa) | [ 21 ] |
| 2010  | Meilleur réalisateur                | Takahisa Zeze (Heaven's Story (ヘヴンズ ストーリー) | [ 21 ] |
| 2010  | Meilleure actrice                   | Yuki Uchida (Bakamono (ばかもの) | [ 21 ] |
| 2010  | Meilleur acteur                     | Sōsuke Takaoka (Sankaku (さんかく) | [ 21 ] |
| 2010  | Meilleur réalisateur débutant       | Tetsuya Mariko (Yellow Kid (イエローキッド) | [ 21 ] |
| 2010  | Prix d’encouragement                | Kengo Kōra (Le Pays de Kenta, Jun et Kayo (ケンタとジュンとカヨちゃんの国, Kenta to Jun to Kayo-chan no kuni) | [ 21 ] |
| 2010  | Prix d’encouragement                | Kiko Mizuhara (La Ballade de l'impossible (ノルウェイの森, Noruwei no mori) | [ 21 ] |
| 2010  | Prix spécial                        | Mitsuru Kurosawa | [ 21 ] |
| 2011  | Meilleur film                       | Director Disqualified (監督失格, Kantoku shikkaku) | [ 22 ] |
| 2011  | Meilleur réalisateur                | Amir Naderi (Cut) | [ 22 ] |
| 2011  | Meilleure actrice                   | Nana Eikura (Tokyo Park (東京公園, Tōkyō kōen) et Life Back Then (アントキノイノチ, Antoki no Inochi) | [ 22 ] |
| 2011  | Meilleur acteur                     | Hidetoshi Nishijima (Cut) | [ 22 ] |
| 2011  | Meilleur réalisateur débutant       | Hitoshi Ōne (Moteki (モテキ) | [ 22 ] |
| 2011  | Meilleur réalisateur débutant       | Kōji Maeda (Cannonball Wedlock (婚前特急, Konzen Tokkyuu) | [ 22 ] |
| 2011  | Prix spécial                        | Yoshinori Chiba pour la production de Guilty of Romance (恋と罪, Koi no tsumi) | [ 22 ] |
| 2011  | Prix pour l’ensemble de la carrière | Mako Midori, notamment pour Keibetsu (軽蔑) | [ 22 ] |
| 2012  | Meilleur film                       | SR: Saitama no rapper 3 (SRサイタマノラッパー ロードサイドの逃亡者) | [ 23 ] |
| 2012  | Meilleur réalisateur                | Kōji Wakamatsu (25 novembre 1970 : Le Jour où Mishima choisit son destin (11・25自決の日 三島由紀夫と若者たち, 11·25 jiketsu no hi: Mishima Yukio to wakamono-tachi) et Petrel Hotel Blue (海燕ホテル・ブルー, Kaien hoteru · burū) | [ 23 ] |
| 2012  | Meilleure actrice                   | Atsuko Maeda (Kueki Ressha (苦役列車) | [ 23 ] |
| 2012  | Meilleur acteur                     | Arata Iura (25 novembre 1970 : Le Jour où Mishima choisit son destin et Petrel Hotel Blue) | [ 23 ] |
| 2012  | Meilleur réalisateur débutant       | Sho Miyake (Playback) | [ 23 ] |
| 2012  | Meilleur nouveau producteur         | Kiki Sugino (Odayaka na nichijō (おだやかな日常) | [ 23 ] |
| 2012  | Prix spécial                        | Naoko Otani pour The Land of Hope (希望の国, Kibō no kuni) et le reste de sa carrière | [ 23 ] |
| 2012  | Prix spécial                        | Le Ginza Cinepathos (銀座シネパトス), qui a fermé ses portes le 31 mars 2013 | [ 23 ] |
| 2013  | Meilleur film                       | Bozo (ぼっちゃん, Botchan) | [ 24 ] |
| 2013  | Meilleur réalisateur                | Shūichi Okita (Yokomichi Yonosuke (横道世之介) | [ 24 ] |
| 2013  | Meilleure actrice                   | Atsuko Maeda (Moratorium Tamako (もらとりあむタマ子, Moratoriamu Tamako) | [ 24 ] |
| 2013  | Meilleur acteur                     | Kengo Kōra (Yokomichi Yonosuke) | [ 24 ] |
| 2013  | Meilleur réalisateur débutant       | Ryohei Watanabe (Shady (かしこい狗は、吠えずに笑う, Kashikoi Inu wa Hoezu ni Warau) | [ 24 ] |
| 2013  | Prix d’encouragement                | Les acteurs de The Vortex of Love (恋の渦, Koi no Uzu) | [ 24 ] |
| 2013  | Meilleur espoir féminin             | Mayuko Iwasa (Junan (受難) | [ 24 ] |
| 2013  | Meilleur espoir masculin            | Shingo Mizusawa (Bozo) | [ 24 ] |
| 2013  | Prix spécial                        | Matsue Tetsuaki (Flashback Memories 3D (フラッシュバックメモリーズ 3D) | [ 24 ] |
| 2014  | Meilleur film                       | 100 Yen Love (百円の恋, Hyakuen no koi) | [ 25 ] |
| 2014  | Meilleur réalisateur                | Masaharu Take (100 Yen Love) | [ 25 ] |
| 2014  | Meilleure actrice                   | Fumi Nikaidō (My Man (私の男, Watashi no Otoko) et Au revoir l'été (ほとりの朔子, Hotori no Sakuko) | [ 25 ] |
| 2014  | Meilleur acteur                     | Sōsuke Ikematsu (Ai no Uzu (愛の渦), Umi wo Kanjiru Toki (海を感じる時), Otona Drop (大人ドロップ) et Pale Moon (紙の月, Kami no tsuki)                                                                                             | [ 25 ] |
| 2014  | Meilleur réalisateur débutant       | Yūki Yamato (Otogibanashi mitai (おとぎ話みたい) et Itsutsu Kazoereba Kimi no Yume (5つ数えれば君の夢) | [ 25 ] |
| 2014  | Meilleur espoir féminin             | Rina Takeda (Iya monogatari: Oku no hito (祖谷物語 おくのひと) | [ 25 ] |
| 2014  | Prix de la popularité               | L'équipe de THE SEX CANNON BALL RUN 2013, THE MOVIE (劇場版 テレクラキャノンボール 2013) | [ 25 ] |
| 2014  | Prix spécial                        | Tōru Shinagawa pour No no nanananoka (野のなななのか) et sa carrière d'acteur | [ 25 ] |
| 2015  | Meilleur film                       | Bakuman (バクマン。) | [ 26 ] |
| 2015  | Meilleur réalisateur                | Shin'ya Tsukamoto (Fires on the Plain (野火, Nobi) | [ 26 ] |
| 2015  | Meilleure actrice                   | Mikako Tabe (Piece of Cake (ピース オブ ケイク, Pīsu Obu keiku) et La Cantine de minuit (深夜食堂, Shinya Shokudō) | [ 26 ] |
| 2015  | Meilleur acteur                     | Shōta Sometani (Sayonara Kabukichō (さよなら歌舞伎町) et Soredake (ソレダケ / that’s it) | [ 26 ] |
| 2015  | Meilleur acteur                     | Yota Kawase (Rolling (ローリング) et Chikan densha: Monzetsu! Urayume ijiri (犯る男) | [ 26 ] |
| 2015  | Meilleur réalisateur débutant       | Yuka Yasukawa (Dressing Up) | [ 26 ] |
| 2015  | Meilleur nouveau producteur         | Seigo Fukada et Hitoshi Ono pour la production de Koibito-tachi (恋人たち) | [ 26 ] |
| 2015  | Contribution spéciale               | Akiko Ashizawa (Vers l'autre rive (岸辺の旅, Kishibe no tabi) | [ 26 ] |
| 2016  | Meilleur film                       | Destruction Babies (ディストラクション・ベイビーズ) | [ 27 ] |
| 2016  | Meilleur réalisateur                | Tatsuya Mori (FAKE) | [ 27 ] |
| 2016  | Meilleure actrice                   | Haru Kuroki (A Bride for Rip Van Winkle (リップヴァンウィンクルの花嫁, Rippu van winkuru no hanayome) | [ 27 ] |
| 2016  | Meilleur acteur                     | Masaki Suda (Setoutsumi (セトウツミ) et À fleur de peau (溺れるナイフ, Oboreru naifu) | [ 27 ] |
| 2016  | Meilleur réalisateur débutant       | Shoji Hiroshi (Ken and Kazu (ケンとカズ) | [ 27 ] |
| 2016  | Meilleur espoir féminin             | Mone Kamishiraishi (À fleur de peau, Chihayafuru: Kami no ku (ちはやふる) et Chihayafuru: Shimo no ku (ちはやふる) | [ 27 ] |
| 2016  | Meilleur espoir féminin             | Yuki Mamiya (Wet Woman in the Wind (風に濡れた女) | [ 27 ] |
| 2016  | Prix spécial                        | Kazuhiro Sano (Batto Onri Rabu (バット・オンリー・ラヴ) | [ 27 ] |
| 2016  | Contribution spéciale               | Genjirō Arato | [ 27 ] |
| 2017  | Meilleur film                       | Katte ni furuetero (勝手にふるえてろ) | [ 28 ] |
| 2017  | Meilleur réalisateur                | Ryūichi Hiroki (Side Job (彼女の人生は間違いじゃない, Kanojo no Jinsei wa Machigai Janai) | [ 28 ] |
| 2017  | Meilleure actrice                   | Mayu Matsuoka (Katte ni furuetero) | [ 28 ] |
| 2017  | Meilleur acteur                     | Tadanobu Asano (Dear Etranger (幼な子われらに生まれ, Osanago warera ni umare) | [ 28 ] |
| 2017  | Meilleur réalisateur débutant       | Kei Ishikawa (Gukoroku : Traces of Sin (愚行録, Gukoroku) | [ 28 ] |
| 2017  | Meilleur espoir féminin             | Kumi Takiuchi (Side Job) | [ 28 ] |
| 2017  | Meilleur espoir masculin            | Nijirō Murakami (Mukoku (武曲 MUKOKU) | [ 28 ] |
| 2017  | Prix spécial                        | La société de production et de distribution OP Eiga (オーピー映画) (aussi connue sous le nom d'Ōkura Eiga (大蔵映画) ou Okura Pictures)                                                                                             | [ 28 ] |
| 2017  | Contribution spéciale               | Nobuhiko Ōbayashi | [ 28 ] |
| 2017  | Prix du public                      | Ā, Kōya (あゝ、荒野) | [ 28 ] |
| 2018  | Meilleur film                       | And Your Bird Can Sing (きみの鳥はうたえる, Kimi no tori wa utaeru) | [ 29 ] |
| 2018  | Meilleur réalisateur                | Ryūsuke Hamaguchi (Asako I & II (寝ても覚めても, Netemo sametemo) | [ 29 ] |
| 2018  | Meilleure actrice                   | Shuri (Love At Least (生きてるだけで、愛。, Ikiteru Dake de, Ai) | [ 29 ] |
| 2018  | Meilleur acteur                     | Ren Ōsugi (The Chaplain (教誨師, Kyoukaishi) | [ 29 ] |
| 2018  | Meilleur réalisateur débutant       | Kosai Sekine (Love At Least et Tower of the Sun (太陽の塔, Taiyo no To) | [ 29 ] |
| 2018  | Prix spécial                        | Le cinéma Yurakucho Subaru-za (有楽町スバル座) | [ 29 ] |
| 2018  | Prix du public                      | Love At Least | [ 29 ] |
| 2019  | Meilleur film des années 2010       | Senses (ハッピーアワー, Happī Awā) | [ 30 ] |
| 2019  | "MVP" du cinéma des années 2010     | Ryūsuke Hamaguchi (Senses, Asako I & II et Intimacies (親密さ, Shinmitsusa)） | [ 30 ] |

### Années 2020
| Année | Catégorie                     | Gagnant | Source |
| ----- | ----------------------------- | --- | ------ |
| 2020  | Meilleur film                 | Suis-moi, je te fuis (本気のしるし 劇場版, Honki no shirushi: Gekijō ban)                                                                    | [ 31 ] |
| 2020  | Meilleur réalisateur          | Hideo Jojo (On the Edge of Their Seats (アルプススタンドのはしの方, Arupusu sutando no hashi no kata)                                        | [ 31 ] |
| 2020  | Meilleure actrice             | Nana Komatsu (Sakura (さくら) et Threads - Our Tapestry of Love (糸, Ito)                                                                    | [ 31 ] |
| 2020  | Meilleur acteur               | Tsuyoshi Kusanagi (Midnight Swan (ミッドナイトスワン, Middonaito Suwan)                                                                      | [ 31 ] |
| 2020  | Meilleur réalisateur débutant | HIKARI (37 Seconds (37セカンズ) | [ 31 ] |
| 2020  | Prix spécial                  | Keisuke Toyoshima (Mishima: The Last Debate (三島由紀夫vs東大全共闘〜50年目の真実〜, Mishima Yukio vs Tōdai zenkyōtō: 50 nenme no shinjitsu) | [ 31 ] |
| 2020  | Prix spécial                  | Arata Oshima (Why You Can't Be Prime Minister (君はなぜ総理大臣になれないのか, Naze kimi wa sōri-daijin ni narenai noka)                     | [ 31 ] |
| 2020  | Contribution spéciale         | Chiho Katsura | [ 31 ] |
| 2020  | Contribution spéciale         | Naoya Narita | [ 31 ] |
| 2021  | Meilleur film                 | Contes du hasard et autres fantaisies (偶然と想像, Gūzen to sōzō)                                                                            | [ 32 ] |
| 2021  | Meilleur réalisateur          | Yūjirō Harumoto (A Balance (由宇子の天秤, Yūko no tenbin)                                                                                    | [ 32 ] |
| 2021  | Meilleure actrice             | Kumi Takiuchi (A Balance) | [ 32 ] |
| 2021  | Meilleur acteur               | Ryo Narita (You're Not Normal, Either (まともじゃないのは君も一緒, Matomo Janai no wa Kimi mo Issho)                                         | [ 32 ] |
| 2021  | Meilleur réalisateur débutant | Soushi Matsumoto (It's a Summer Film (サマーフィルムにのって, Samā Firumu ni Notte)                                                          | [ 32 ] |
| 2021  | Prix spécial                  | Sun Chiapang (I Fell in Love Like a Flower Bouquet (花束みたいな恋をした, Hanatabamitai na koi o shita) comme producteur)                    | [ 32 ] |
| 2021  | Prix spécial                  | Le Cinéma Iris (シネマアイリス) d'Hakodate                                                                                                   | [ 32 ] |
| 2021  | Contribution spéciale         | Shin'ichirō Sawai | [ 32 ] |
| 2022  | Meilleur film                 | This is Amiko (こちらあみ子, Kochira Amiko)                                                                                                  | [ 33 ] |
| 2022  | Meilleur réalisateur          | Junji Sakamoto (Fuyu sōbi (冬薔薇) | [ 33 ] |
| 2022  | Meilleure actrice             | Rena Nōnen (The Fish Tale (さかなのこ, Sakana no Ko)                                                                                         | [ 33 ] |
| 2022  | Meilleure actrice             | Yuko Kageyama (The Wandering Bonbon (さすらいのボンボンキャンディ, Sasurai no bonboncandy)                                                   | [ 33 ] |
| 2022  | Meilleur acteur               | Tomomitsu Adachi (Running at Night/Drive into Night (夜を走る, Yoru wo Hashiru)                                                              | [ 33 ] |
| 2022  | Meilleur réalisateur débutant | Emma Kawawada (My Small Land (マイスモールランド, Mai Sumoru Rando)                                                                          | [ 33 ] |
| 2022  | Meilleur réalisateur débutant | Yusuke Morii (This is Amiko) | [ 33 ] |
| 2022  | Prix spécial                  | L'équipe de production du film Lesson in Murder (死刑にいたる病, Shikei ni Itaru Yamai)                                                      | [ 33 ] |
| 2022  | Prix spécial                  | Le Cinema Skhole (シネマスコーレ) | [ 33 ] |